# Овен Харгривс
Овен Ли Харгривс (енгл. Owen Lee Hargreaves; 20. јануар 1981. у Калгарију) бивши је енглески фудбалер и репрезентативац. Играо је на позицији задњег везног.

## Клупска каријера
Овен Харгривс је као шеснаестогодишњак отишао из родног Калгарија у Бајерн Минхен. Након неколико сезона у млађим категоријама екипе уз Минхена, 12. августа 2000. добио је шансу да дебитује у Бундеслиги. Прва утакмица на којој је наступио као стартер је била против Унтерхашинга. Те сезоне (2000/01.) је са Бајерном освојио Бундеслигу и Лигу шампиона. Тако је постао један од двојице Енглеских фудбалера који су освојили Лигу шампиона са неким клубом који није из Енглеске (други је Стив Макманаман који је два пута био шампион са Реал Мадридом). Од сезоне 2001/02. постао је стални члан прве поставе Бајерна. Са Бајерном је до 2007. године, када је прешао у Манчестер јунајтед освојио бројне титуле међу којима су 4 наслова првака Бундеслиге, 3 Немачка купа, један Лига куп Немачке, Лигу шампиона и Интерконтинентални куп. У Манчестер је дошао у мају 2007. за 17 милиона фунти. Свој деби имао је против Питерборо јунајтеда у пријатељској утакмици. Свој први наступ у Премијер лиги забележио је против Манчестер Ситија. Први гол за Манчестер дао је Фуламу 1. марта 2008. У својој првој сезони са Манчестером освојио је Премијер лигу и Лигу шампиона. Због операције колена у јануару 2009. пропустио је остатак сезоне 2008/09.

## Репрезентативна каријера
За сениорску репрезентацију Енглеске је одиграо 42 утакмице и није постигао ни један гол. Једини је једини енглески репрезентативац који није играо у Великој Британији пре дебија у репрезентацији. Дебитовао је 15. августа 2001. против Холандије. Играо је на Светском првенству 2002, Европском првенству 2004. и Светском првенству 2006. као и квалификацијама за Европско првенство 2008. на које се Енглеска није пласирала.

## Трофеји и награде
Бајерн Минхен
- Бундеслига (4): 2000/01, 2002/03, 2004/05, 2005/06.
- Куп Немачке (3): 2002/03, 2004/05, 2005/06.
- Лига куп Немачке (2): 2000, 2004.
- Лига шампиона (1): 2000/01.
- Интерконтинентални куп (1): 2001.
- УЕФА суперкуп: финале 2001.

Манчестер јунајтед
- Премијер лига (3): 2007/08, 2008/09, 2010/11.
- ФА Комјунити шилд (2): 2007, 2008.
- Енглески Лига куп (2): 2008/09, 2009/10.
- Лига шампиона (1): 2007/08, финале 2008/09, 2010/11.
- Светско клупско првенство (1): 2008.
- УЕФА суперкуп: финале 2008.

Манчестер сити
- Премијер лига (1): 2011/12.

Индивидуалне
- Браво награда 2001.
- Најбољи млади играч Европе 2001.
- Најбољи енглески фудбалер 2006.